# 90125 (album)
90125 este al unsprezecelea album de studio al formației britanice de rock progresiv Yes, lansat în 1983 prin Atco Records. A fost primul lor album de studio de după destrămarea din 1981 și primul cu noul membru de atunci, Trevor Rabin. De asemenea, a marcat revenirea lui Jon Anderson (solist), care a părăsit formația la începutul anului 1980, dar și primul album împreună cu claviaturistul original Tony Kaye de după 1971. Numele albumului provine din numărul de serie al albumului în catalogul Atco.
Albumul a devenit cel mai bine vândut album al formației, fiind vândut în peste șase milioane de exemplare la nivel mondial și a produs singurul lor single numărul unu în Statele Unite ale Americii (SUA), mai precis piesa „Owner of a Lonely Heart”. Melodia „Cinema” de pe album a câștigat Premiul Grammy pentru Cea mai bună interpretare instrumentală rock, singurul premiu Grammy câștigat de formație.

## Origine
În 1980 Jon Anderson și claviaturistul Rick Wakeman au părăsit formația, fiind înlocuiți cu Trevor Horn, respectiv Geoff Downes. Această nouă formulă a fost de scurtă durată: după un album (Drama) și turneul aferent formația s-a destrămat. Basistul Chris Squire și toboșarul Alan White au continuat să lucreze împreună, inclusiv în proiectul ulterior abandonat de XYZ și au lansat un single împreună, „Run with the Fox”, în 1981.
Chitaristul Trevor Rabin a părăsit țara sa natală Africa de Sud la sfârșitul anilor 1970 și a lansat o serie de albume solo. Au fost mai multe încercări de a-l adăuga pe Rabin într-o formație, inclusiv o formație propusă alături de Rick Wakeman, John Wetton și Carl Palmer din 1980 dar și Asia împreună cu Wetton, Palmer și foștii membri Yes Steve Howe și Geoff Downes.
Squire, White și Rabin au început să lucreze împreună la începutul anului 1982, inițial contând pe melodii propuse pentru proiectul XYZ și melodii compuse de Rabin pentru un album solo (inclusiv „Owner of a Lonely Heart”). Cei trei au decis că aveau nevoie de un claviaturist pentru a îmbogăți sunetul. Squire a propus să fie invitat claviaturistul original al formației Yes, Tony Kaye, al cărui stil ușor era considerat potrivit pentru direcția pe care și-a propus-o noul grup. Au numit noua formație „Cinema” iar în noiembrie 1982 au început înregistrările la ceea ce ei considerau a fi albumul de debut, alcătuit în principal din melodii pe care Rabin le-a compus pentru un album solo. Trevor Horn a fost adus în calitate de producător.
Totul s-a schimbat în aprilie 1983 când Squire a prezentat câteva dintre melodiile Cinema lui Jon Anderson (în special „Owner of a Lonely Heart” și „Leave It”). Anderson a fost foarte încântat și a acceptat să se alăture grupului. Având în vedere prezența a patru membri Yes în formație, s-a propus schimbarea numelui formației din Cinema în Yes, fiind astfel anunțată refacerea formației Yes. Rabin s-a opus inițial acestei idei deoarece nu dorea să fie perceput ca fiind înlocuitorul lui Steve Howe, ci chitaristul unei formații noi dar și-a schimbat părerea când Anderson a adus versuri noi și a adăugat stilul său vocal distinctiv în melodiile deja existente.
În această perioadă formația era fără un claviaturist deoarece Kaye a părăsit formația după o ceartă cu Horn. Cea mai mare parte a claviaturilor de pe album au fost furnizate de Rabin. Când formația a început să se pregătească pentru turneul de promovare a fost invitat Eddie Jobson, care a fost deja audiat pentru a deveni membru în 1974 și a acceptat. Jobson a apărut în videoclipul primului single, „Owner of a Lonely Heart”. Pentru a consolida cadrul legal că această formație era Yes, Tony Kaye a fost readus în formație.

## Lansare
Lansat pe 14 noiembrie 1983 de Atco Records, subsidiara Atlantic Records, 90125 a proiectat Yes în era MTV și a prezentat formația unei noi generații de fani. Muzica era atrăgătoare, contemporană și apreciată atât de critici cât și de noii fani (majoritatea acestora nu cunoșteau componențele anterioare ale formației). Principalul single de pe album, „Owner of a Lonely Heart”, a devenit primul (și singurul) single numărul 1 al formației iar albumul a ajuns în Top 5, fiind vândut în peste trei milioane de exemplare în Statele Unite, de departe cel mai de succes album al formației. Melodiile „It Can Happen”, „Changes” și „Leave It” s-au clasat în Top 10 în topul Hot Mainstream Rock Tracks și au fost intens difuzate la posturile de radio. Vânzările din Regatul Unit nu au fost la fel de spectaculoase dar albumul s-a bucurat și acolo de succes. Melodia „Cinema” a câștigat Premiul Grammy pentru Cea mai bună interpretare rock instrumentală în 1985.

## Lista de melodii
Fața A
1. "Owner of a Lonely Heart" (Rabin/Anderson/Squire/Horn) - 4:29
2. "Hold On" (Anderson/Rabin/Squire) - 5:16
3. "It Can Happen" (Squire/Anderson/Rabin) - 5:29
4. "Changes" (Rabin/Anderson/White) - 6:20

Fața B
1. "Cinema" (Squire/Rabin/White/Kaye) - 2:08
2. "Leave It" (Squire/Rabin/Horn) - 4:14
3. "Our Song" (Anderson/Squire/Rabin/White/Kaye) - 4:18
4. "City of Love" (Rabin/Anderson) - 4:51
5. "Hearts" (Anderson/Squire/Rabin/White/Kaye) - 7:39

Melodii de pe versiunea expandată din 2004
1. "Leave It (Single Remix)" - 3:56
2. "Make It Easy" (Rabin) - 6:12
3. "It Can Happen" (Cinema Version) - 6:05
4. "It's Over" - 5:41
5. "Owner of a Lonely Heart (Extended Mix)" - 7:05
6. "Leave It (Acapella)" - 3:18

## Componență
- Jon Anderson - solist vocal
- Tony Kaye - claviaturi
- Trevor Horn - chitară, vocal, claviaturi suplimentare
- Chris Squire - chitară bas electrică, vocal
- Alan White - tobe, percuție, vocal